# Chuck Peddle
Charles Ingerham “Chuck” Peddle (Bangor, Maine, 1937-California, 15 de diciembre de 2019) fue un ingeniero electrónico conocido sobre todo por ser el diseñador principal del microprocesador MOS 6502 de la empresa MOS Technology, el computador MOS KIM-1 y su sucesor el Commodore PET.
Nacido en 1937 en Bangor, Maine EE. UU., trabajó en una estación de radio mientras estudiaba la preparatoria y tras eso se unió a la marina en 1955. Estudió en la Universidad de Maine y luego entró a General Electric trabajando en sistemas de tiempo compartido. Perteneciente a una generación anterior a la de los "jóvenes genios" empresarios como Steve Wozniak y Steve Jobs, el primer contacto de Chuck Peddle con los microprocesadores se produjo en 1973, cuando ingresó en la Motorola para trabajar en el proyecto de diseño del microprocesador 6800. Puesto que se trataba uno de los primeros microprocesadores que salía al mercado Motorola pudo asignarle al 6800 un precio elevado. Peddle consideró que el producto había sido sobrevalorado excesivamente y dejó Motorola para integrarse a MOS Technology.
Se unió a esta relativamente pequeña compañía para trabajar en el proyecto de diseño de otro microprocesador, que en 1976 se convertiría en el MOS 6502, sin ninguna duda el microprocesador más exitoso de la primera década de la microinformática. No obstante, en aquel momento nadie comprendió que el producto en el cual estaban trabajando estaba llamado a convertirse en el baluarte de toda una industria y que contribuiría en gran medida al estallido de una revolución social como no se había visto desde hace dos siglos.
Una de las personas que comprendieron la trascendencia del microprocesador en general y el potencial del MOS Technology 6502 en particular, fue Jack Tramiel, presidente de la Commodore Business Machines. Hasta entonces Commodore se había dedicado a una gama de productos para oficina y calculadoras de bolsillo, con una aceptación discreta.
Commodore era el principal cliente de MOS Technology —que a pesar de su éxito se encontraba en problemas financieros—, a la que compraba regularmente grandes cantidades de chips especializados para calculadoras de cuatro funciones. Tramiel, a pesar de las dificultades que él mismo tenía para mantener a flote la Commodore, tuvo suficiente fe en el 6502 como para conseguir de cualquier parte el capital necesario para adquirir MOS Technology. Simultáneamente con esta operación, contrató los servicios de Peddle, que era a la sazón ingeniero de desarrollo de microprocesadores.

## El ordenador personal
Ya en aquel entonces Peddle había comprendido que el producto que había desarrollado, fruto de sus propias ideas, podía tal vez marcar un hito: el ordenador personal. Era la misma idea que, de forma independiente, estaban alentando Wozniak y Jobs en la Apple Computer. Peddle estaba tan preocupado con el hecho de que la nueva tecnología se utilizara de manera apropiada, que se asoció con Bill Gates, fundador de Microsoft (famosa por su intérprete de BASIC), con la intención de comprar Apple, que, casualmente, había sido puesta en venta en el mismo momento que MOS Technology. Sin embargo, Wozniak y Jobs pedían 150 000 dólares por la empresa, y la oferta de Peddle y Gates solo llegaba a los dos tercios de esa cifra.
Peddle permaneció en la Commodore y asumió la tarea de producir el Commodore PET (Personal Electronics Transactor), que apareció en 1977 en el mercado, casi en la misma época en que se lanzó el Apple II. El PET era distinto, en el sentido de que llevaba un 'monitor y un paquete de casetes incorporado, y que el "tacto" del teclado se parecía más al de una calculadora que al de una máquina de escribir. Al poco tiempo de haber aparecido, Commodore tenía pedidos en firme para un millar de unidades, y, gracias a la labor desarrollada por Chuck Peddle, había nacido la primera generación de ordenadores diseñados específicamente para utilizarse en el hogar.

## Sirius
Transcurrieron tres años hasta que Peddle pudo concretar su segunda gran ambición: la de dirigir su propia empresa de ordenadores. Con Chris Fish, uno de los cerebros financieros que hicieron factible el súbito crecimiento de la Commodore, se asoció a Victor United, subsidiaria de la gigantesca Walter Kidde Corporation, y puso en marcha Sirius Systems Technology.
El trabajo de desarrollo en el campo de la industria de ordenadores personales se concentró de manera preferente en los chips de 16 bits, como el Intel 8088. Resultó que IBM también estaba trabajando en un ordenador personal para escritorio basado en el mismo chip, pero casualmente Sirius consiguió presentar el fruto de su trabajo algunas semanas antes. La máquina tuvo una amplia aceptación y pronto se afianzó en el mercado, siendo el primer microordenador barato y fabricado al por mayor que ofrecía las ventajas de la nueva generación de microprocesadores de 16 bits.
El Sirius 1 era relativamente barato y fácil de usar. Con su teclado separable, sus gráficos de alta resolución y su pantalla antireflejos, estableció nuevos niveles para los microsistemas de oficina. Los usuarios descubrieron la inmensa utilidad de las muy mejoradas velocidad y capacidad de direccionamiento del microprocesador de 16 bits. En conjunto, Chuck Peddle ha recorrido un largo camino con el objetivo de hacer realidad su gran ambición: poner al alcance de todos el potencial del ordenador. Y en el proceso ha abierto nuevos caminos para que otros continúen su trabajo.